# Peter Schäcker
Peter Schäcker (* 10. März 1920 in Dresden; † 15. Mai 1991) war Journalist für verschiedene Zeitungen und den Bayerischen Rundfunk. Dort leitete er die Redaktion für Medien und Öffentlichkeitsarbeit.

## Leben
Peter Schäcker wurde am 10. März 1920 in Dresden geboren. Nach dem Krieg kam er nach München und arbeitete als Journalist für verschiedene Zeitungen, u. a. für die Neue Zeitung und die Quick. 1962 wechselte er zum BR, wo er für den Zeitfunk und für das Studienprogramm tätig war. Schließlich wurde er 1967 zum Leiter der Redaktion Medien und Öffentlichkeitsarbeit. Von hier aus schuf er die Sendungen "BR intern" und "Funk intern", mit denen Fernsehen und Hörfunk sich der Öffentlichkeit präsentierten. Mit diesen Sendungen wurde Schäcker ein wichtiger "Brückenbauer zum Publikum".
Peter Schäcker gehörte zu den Mitbegründern des Münchner Presseclubs. Für seine Leistungen als Journalist wurde er 1981 mit dem Bundesverdienstkreuz am Bande ausgezeichnet. Ende März 1985 ging er in Pension, blieb dem BR aber weiter verbunden. Am 15. Mai 1991 starb Peter Schäcker an den Folgen eines Autounfalls.